# Kot Baïoun
Kot Baïoun (en russe : Кот Баюн, ou le chat Baïoun) est un personnage du folklore russe. Il s'agit d'un énorme chat, à la voix magique, mangeur d'autres chats. Quand il commence à parler il parvient à endormir avec ses histoires les voyageurs qui viennent à lui et ceux qui n'ont pas la force de résister à son pouvoir magique ou qui ne sont pas habitués à lutter avec lui. C'est un chat-sorcier qui tue sans pitié. Mais celui qui parvient à l'attraper voit disparaître toutes ses souffrances et ses maladies car les contes de Baioun guérissent.
Le mot baioun signifie le parleur, le narrateur, le conteur, le rhéteur, le baratineur et vient du verbe dire, parler, raconter (il est proche également du verbe russe baioukat’ (баюкать) qui signifie bercer). Dans les contes on dit que Baioun est assis sur un haut poteau généralement de fer. Il habite derrière les légendaires sept collines du royaume où dans une forêt sans êtres vivants : ni oiseaux, ni bêtes sauvages. Dans un des récits de Vassilissa-la-très-belle, le chat Baioun vit chez Baba Yaga.
Il existe un grand nombre de contes fantastiques dans lesquels le héros principal doit attraper un chat. Souvent c'est une épreuve destinée à vouer un bon garçon à l'échec. La rencontre avec ce qui s'avère être un monstre fabuleux rapproche le héros d'une mort imminente. Pour capturer le chat magique, Ivan Tsarevitch se coiffe d'une casquette de fer et porte des gants également de fer. Après avoir attrapé la bête et l'avoir battue, Ivan l'emmène au château de son père. Là le chat commence à servir le tsar, puis le guérit par des paroles magiques.

« … Andreï l'archer est arrivé de son royaume. Après trois verstes il est pris de sommeil. Il se coiffe de trois casquettes et se met en route à la recherche du chat. Il s'endort quelque part et se retrouve à côté d'un haut pilier. 
Le chat Baioun a vu Andreï, a miaulé, a grogné et lui a sauté sur la tête. Il lui casse sa casquette et puis une deuxième  et lui prend la troisième. Andreï parvient à attraper le chat avec des pinces, il le jette par terre et le frappe avec un barre de fer. Mais la barre casse, il prend une barre de cuivre . Elle casse aussi et il en prend une d'étain.

La tige d'étain plie mais ne casse pas et s'enroule autour de la nuque du chat. Andreï continue de frapper mais le chat commence à raconter des histoires : sur le pope, sur le diacre, sur les filles de popes. Mais Andreï n'écoute pas. Le chat n'en peut plus, il voit que cela ne sert à rien de parler à Andreï et il implore :
— Laisse moi mon bon ! Je te ferai tout ce que tu voudras.
— Et tu viendras avec moi ?
— Où tu veux j'irai.
Andreï prend le chemin du retour avec le chat derrière lui.
(Du conte : Va je ne sais où, rapporte je ne sais quoi) »